# Králíky (ort i Tjeckien, Pardubice)
Králíky är en stad i Tjeckien.   Den ligger i distriktet Okres Ústí nad Orlicí och regionen Pardubice, i den östra delen av landet, 170 km öster om huvudstaden Prag. Králíky ligger 575 meter över havet och antalet invånare är 4 723.
Terrängen runt Králíky är huvudsakligen kuperad, men åt nordväst är den platt. Runt Králíky är det glesbefolkat, med 13 invånare per kvadratkilometer. Närmaste större samhälle är Šumperk, 19,9 km sydost om Králíky. Omgivningarna runt Králíky är en mosaik av jordbruksmark och naturlig växtlighet.